# Amphiarius rugispinis
Amphiarius rugispinis is een straalvinnige vis uit de familie van christusvissen (Ariidae), orde meervalachtigen (Siluriformes), die voorkomt in het westen en het zuidwesten van de Atlantische Oceaan.

## Beschrijving
Amphiarius rugispinis kan een maximale lengte bereiken van 45 centimeter.

## Leefwijze
De soort komt voor in zoute en brakke tropische wateren. De vis wordt in zeer grote aantallen in de kustwateren van Suriname aangetroffen.

## Relatie tot de mens
Amphiarius rugispinis is voor de visserij van beperkt commercieel belang. De soort staat niet op de Rode Lijst van de IUCN.